# Клубний чемпіонат світу з футболу 2018 (склади)
У таблиці нижче представлені склади команд-учасниць клубного чемпіонату світу з футболу 2018 року.. Кожна команда повинна мати склад з 23-х осіб (три з яких мають бути воротарями) до крайнього терміну, призначеного ФІФА — 6 грудня 2018 року (за винятком команди-представника КОНМЕБОЛ через перенесення на пізніший термін фіналу Кубка Лібертадорес 2018 року).
Заміни через травми дозволено було проводити за 24 години до першого матчу команди.

## «Аль-Айн»
Головний тренер:  Зоран Мамич
| №  | Поз. | Нац.     | Гравець                      |
| -- | ---- | -------- | ---------------------------- |
| 1  | ВР   | ОАЕ      | Мохаммед Або Санда           |
| 3  | ПЗ   | Малі     | Тонго Думбіа                 |
| 5  | ЗХ   | ОАЕ      | Ісмаїл Ахмед ()              |
| 6  | ПЗ   | ОАЕ      | Амер Абдулрахман             |
| 7  | ПЗ   | Бразилія | Кайо                         |
| 9  | НП   | Швеція   | Маркус Берг                  |
| 11 | ПЗ   | ОАЕ      | Бандар Аль-Абабі             |
| 12 | ВР   | ОАЕ      | Хамад ель-Мансурі            |
| 13 | ПЗ   | ОАЕ      | Ахмед Барман                 |
| 14 | ЗХ   | ОАЕ      | Мохаммед Фаєз (Віце-капітан) |
| 16 | ПЗ   | ОАЕ      | Мохамед Абдулрахман          |

| №  | Поз. | Нац.   | Гравець           |
| -- | ---- | ------ | ----------------- |
| 17 | ВР   | ОАЕ    | Халід Ейса        |
| 18 | ПЗ   | ОАЕ    | Ібрагім Діакі     |
| 19 | ЗХ   | ОАЕ    | Моханад Салем     |
| 23 | ЗХ   | ОАЕ    | Мохамед Ахмед     |
| 28 | ПЗ   | ОАЕ    | Сулайман Нассер   |
| 30 | ПЗ   | ОАЕ    | Мохаммед Халфан   |
| 33 | ПЗ   | Японія | Цукаса Сіотані    |
| 43 | ПЗ   | ОАЕ    | Раян Яслам        |
| 44 | ЗХ   | ОАЕ    | Саїд Джума̕а       |
| 74 | ПЗ   | Єгипет | Хуссейн Аль-Шахат |
| 88 | ПЗ   | Єгипет | Ях'я Надер        |
| 99 | НП   | ОАЕ    | Джамал Ібрагім    |

## «Гвадалахара»
Головний тренер:  Хосе Кардосо
| №  | Поз. | Нац.    | Гравець               |
| -- | ---- | ------- | --------------------- |
| 1  | ВР   | Мексика | Рауль Гудіньйо        |
| 2  | ЗХ   | Мексика | Хосекарлос Ван Ранкін |
| 3  | ЗХ   | Мексика | Карлос Сальсідо ()    |
| 4  | ЗХ   | Мексика | Хаїр Перейра          |
| 5  | ЗХ   | Мексика | Едгардо Марін         |
| 6  | ЗХ   | Мексика | Едвін Ернандес        |
| 7  | ПЗ   | Мексика | Орбелін Пінеда        |
| 9  | НП   | Мексика | Алан Пулідо           |
| 10 | ПЗ   | Мексика | Хав'єр Едурадо Лопес  |
| 11 | ПЗ   | Мексика | Ісаак Брісуела        |
| 13 | ПЗ   | Мексика | Гаель Сандоваль       |

| №  | Поз. | Нац.    | Гравець                  |
| -- | ---- | ------- | ------------------------ |
| 14 | ПЗ   | Мексика | Анхель Сальдівар         |
| 16 | ЗХ   | Мексика | Мігель Понсе             |
| 17 | ЗХ   | Мексика | Хесус Санчес Гарсія      |
| 23 | НП   | Мексика | Хосе де Хесус Годінес    |
| 25 | ПЗ   | Мексика | Міхаель Перес Ортіс      |
| 28 | ЗХ   | Мексика | Хуан Мігель Басульто     |
| 29 | ПЗ   | Мексика | Алекс Сендехас           |
| 31 | ПЗ   | Мексика | Алан Сервантес           |
| 34 | ВР   | Мексика | Мігель Хіменес Понсе     |
| 35 | ВР   | Мексика | Антоніо Торрес Каррільйо |
| 36 | ПЗ   | Мексика | Фернандо Бельтран        |
| 37 | НП   | Мексика | Cесар Уерта              |

## «Есперанс»
Головний тренер:  Моїн Шаабані
| №  | Поз. | Нац.  | Гравець          |
| -- | ---- | ----- | ---------------- |
| 1  | ВР   | Туніс | Моез Бен Шеріфія |
| 2  | ЗХ   | Туніс | Алі Машані       |
| 3  | ЗХ   | Туніс | Аймен Махмуд     |
| 5  | ЗХ   | Туніс | Шамседдін Дауаді |
| 7  | НП   | Туніс | Едем Рджаїбі     |
| 8  | ПЗ   | Туніс | Аніс Бадрі       |
| 9  | НП   | Туніс | Білель Меджрі    |
| 11 | НП   | Алжир | Юсеф Белаїлі     |
| 12 | ЗХ   | Туніс | Халіль Шеммам () |
| 13 | ПЗ   | Туніс | Алі Бен-Ромдан   |
| 14 | НП   | Туніс | Хайтем Джуїні    |

| №  | Поз. | Нац.        | Гравець              |
| -- | ---- | ----------- | -------------------- |
| 15 | ПЗ   | Кот-д'Івуар | Фуссені Кулібалі     |
| 18 | ПЗ   | Туніс       | Саад Бгуїр           |
| 19 | ВР   | Туніс       | Рамі Джріді          |
| 20 | ПЗ   | Туніс       | Айман Бен-Мохамед    |
| 22 | ЗХ   | Туніс       | Самех Дербалі        |
| 23 | ВР   | Туніс       | Али Джемаль          |
| 24 | ЗХ   | Туніс       | Іхеб Мбаркі          |
| 25 | ПЗ   | Туніс       | Гайлен Шаалалі       |
| 26 | ЗХ   | Туніс       | Хосін Ребаї          |
| 28 | ПЗ   | Туніс       | Мохамед Амін Мескіні |
| 29 | НП   | Туніс       | Таха Яссін Хеніссі   |
| 30 | ПЗ   | Камерун     | Франк Ком            |

## «Касіма Антлерс»
Головний тренер:  Го Оїва
| №  | Поз. | Нац.           | Гравець         |
| -- | ---- | -------------- | --------------- |
| 1  | ВР   | Південна Корея | Квон Сунтхе     |
| 2  | ЗХ   | Японія         | Ацуто Утіда     |
| 3  | ЗХ   | Японія         | Ген Сьодзі      |
| 4  | ПЗ   | Бразилія       | Лео Сілва       |
| 6  | ПЗ   | Японія         | Рьота Нагакі    |
| 8  | ПЗ   | Японія         | Шома Дой        |
| 11 | ПЗ   | Бразилія       | Леандро         |
| 14 | НП   | Японія         | Такесі Канаморі |
| 16 | ЗХ   | Японія         | Шуто Ямамото    |
| 18 | ПЗ   | Бразилія       | Сержиньйо       |
| 19 | НП   | Японія         | Кадзума Ямагуті |

| №  | Поз. | Нац.           | Гравець            |
| -- | ---- | -------------- | ------------------ |
| 21 | ВР   | Японія         | Хітосі Согахата    |
| 22 | ЗХ   | Японія         | Дайго Нісі         |
| 25 | ПЗ   | Японія         | Ясусі Ендо         |
| 26 | ПЗ   | Японія         | Кадзуне Кубота     |
| 28 | ЗХ   | Японія         | Кокі Матіда        |
| 29 | ВР   | Японія         | Сінітіро Кавамата  |
| 30 | НП   | Японія         | Хірокі Абе         |
| 32 | ЗХ   | Японія         | Кокі Анзай         |
| 35 | ЗХ   | Південна Корея | Чон Син Хьон       |
| 36 | ПЗ   | Японія         | Тошия Танака       |
| 39 | ЗХ   | Японія         | Томоя Інукай       |
| 40 | ПЗ   | Японія         | Міцуо Огасавара () |

## «Реал Мадрид»
Головний тренер:  Сантьяго Соларі
| №  | Поз. | Нац.       | Гравець                      |
| -- | ---- | ---------- | ---------------------------- |
| 1  | ВР   | Коста-Рика | Кейлор Навас                 |
| 2  | ЗХ   | Іспанія    | Данієль Карвахаль            |
| 3  | ЗХ   | Іспанія    | Хесус Вальєхо                |
| 4  | ЗХ   | Іспанія    | Серхіо Рамос ()              |
| 5  | ЗХ   | Франція    | Рафаель Варан (4-ий капітан) |
| 6  | ЗХ   | Іспанія    | Начо                         |
| 8  | ПЗ   | Німеччина  | Тоні Кроос                   |
| 9  | НП   | Франція    | Карім Бензема (3-ій капітан) |
| 10 | ПЗ   | Хорватія   | Лука Модрич                  |
| 11 | НП   | Уельс      | Гарет Бейл                   |
| 12 | ЗХ   | Бразилія   | Марсело (Віце-капітан)       |

| №  | Поз. | Нац.     | Гравець            |
| -- | ---- | -------- | ------------------ |
| 13 | ВР   | Іспанія  | Кіко Касілья       |
| 14 | ПЗ   | Бразилія | Каземіро           |
| 15 | ПЗ   | Уругвай  | Федеріко Вальверде |
| 17 | НП   | Іспанія  | Лукас Васкес       |
| 18 | ПЗ   | Іспанія  | Маркос Льоренте    |
| 19 | ЗХ   | Іспанія  | Альваро Одріосола  |
| 20 | ПЗ   | Іспанія  | Марко Асенсіо      |
| 22 | ПЗ   | Іспанія  | Іско               |
| 23 | ЗХ   | Іспанія  | Серхіо Регілон     |
| 24 | ПЗ   | Іспанія  | Дані Себальйос     |
| 25 | ВР   | Бельгія  | Тібо Куртуа        |
| 28 | НП   | Бразилія | Вінісіус Жуніор    |

## «Рівер Плейт»
Головний тренер:  Марсело Гальярдо
| №  | Поз. | Нац.      | Гравець                        |
| -- | ---- | --------- | ------------------------------ |
| 1  | ВР   | Аргентина | Франко Армані                  |
| 2  | ЗХ   | Аргентина | Хонатан Майдана (Віце-капітан) |
| 4  | ЗХ   | Парагвай  | Хорхе Морейра                  |
| 5  | ПЗ   | Аргентина | Бруно Сукуліні                 |
| 7  | НП   | Уругвай   | Родріго Мора (3-ій капітан)    |
| 8  | ПЗ   | Колумбія  | Хуан Кінтеро                   |
| 9  | НП   | Аргентина | Хуліан Альварес                |
| 10 | ПЗ   | Аргентина | Гонсало Ніколас Мартінес       |
| 11 | ПЗ   | Уругвай   | Ніколас де ла Крус             |
| 14 | ВР   | Аргентина | Херман Люкс                    |
| 15 | ПЗ   | Аргентина | Есекіель Паласіос              |

| №  | Поз. | Нац.      | Гравець                              |
| -- | ---- | --------- | ------------------------------------ |
| 18 | ПЗ   | Уругвай   | Каміло Маяда                         |
| 19 | НП   | Колумбія  | Рафаель Сантос Борре                 |
| 20 | ЗХ   | Аргентина | Мілтон Каско                         |
| 22 | ЗХ   | Аргентина | Хав'єр Пінола                        |
| 23 | ПЗ   | Аргентина | Леонардо Понціо ()                   |
| 24 | ПЗ   | Аргентина | Енсо Перес                           |
| 25 | ВР   | Аргентина | Енріке Болонья                       |
| 26 | ПЗ   | Аргентина | Начо Фернандес                       |
| 27 | НП   | Аргентина | Лукас Пратто                         |
| 28 | ЗХ   | Аргентина | Лукас Мартінес Куарта (4-ий капітан) |
| 29 | ЗХ   | Аргентина | Гонсало Монтіель                     |
| 32 | НП   | Аргентина | Ігнасіо Скокко                       |

## «Тім Веллингтон»
Головний тренер:  Хосе Фігейра
| №  | Поз. | Нац.          | Гравець               |
| -- | ---- | ------------- | --------------------- |
| 1  | ВР   | Нова Зеландія | Скотт Басалай         |
| 2  | ЗХ   | Нова Зеландія | Джастін Галлі ()      |
| 3  | ЗХ   | Нова Зеландія | Скотт Гілліар         |
| 4  | ЗХ   | Нова Зеландія | Маріо Іліч            |
| 5  | ЗХ   | Нова Зеландія | Ліам Вуд              |
| 6  | ЗХ   | Нова Зеландія | Тейлор Шрейверс       |
| 7  | ПЗ   | Ірландія      | Ерік Моллой           |
| 8  | ПЗ   | Нова Зеландія | Генрі Кемерон         |
| 9  | НП   | Нова Зеландія | Том Джексон           |
| 10 | НП   | Нова Зеландія | Натаніель Гейлемаріам |
| 11 | ПЗ   | Аргентина     | Маріо Барсія          |

| №  | Поз. | Нац.               | Гравець            |
| -- | ---- | ------------------ | ------------------ |
| 12 | ПЗ   | Нова Зеландія      | Енді Бевін         |
| 14 | ПЗ   | Нова Зеландія      | Джек-Генрі Сінклер |
| 15 | ЗХ   | Соломонові Острови | Майкл Босо         |
| 16 | НП   | Нова Зеландія      | Ангус Кілколлі     |
| 17 | ЗХ   | Нова Зеландія      | Алекс Палезевіч    |
| 18 | ПЗ   | Нова Зеландія      | Арон Клепгем       |
| 19 | НП   | Гернсі             | Росс Аллен         |
| 20 | ПЗ   | Нова Зеландія      | Тіан Мануель       |
| 21 | НП   | Нова Зеландія      | Геміш Вотсон       |
| 22 | ВР   | Нова Зеландія      | Марсель Кемпмен    |
| 23 | ВР   | Нова Зеландія      | Чарлі Морріс       |
| 24 | НП   | Мартиніка          | Стівен Лесефель    |